# The Virgin with the Hot Pants
The Virgin with the Hot Pants és una stag film estatunidenca del 1924. Danuta Zadworna-Fjellestad i Linda Williams van posar la data de producció d'aquesta pel·lícula entre 1923 i 1924. És la primera pel·lícula pornogràfica coneguda que utilitza dibuixos animats.

## Argument
Les escenes inicials de The Virgin with the Hot Pants són animació. La primera animació mostra un penis de dibuixos animats i dos testicles perseguint una dona de dibuixos animats dins d'una habitació. Al cap d'una estona, mentre la dona està penjada d'una aranya, el penis li penetra la vagina. A la següent animació, es mostra un ratolí de dibuixos animats posant el seu penis molt gran a la vagina d'un gat de dibuixos animats. A partir d'aquest punt, la pel·lícula mostra imatge real. Es mostren diverses seqüències que representen dones nues que participen en una varietat d'actes com ara ballar, besar i masturbar-se amb un consolador, una mà masculina estenent el llavis, una dona que mostra la seva vulva, una escena de cunnilingus i una escena d'inserció d'una ampolla de cervesa dins de la vagina d'una dona. A l'última seqüència, es mostra un home i una dona despullant-se. Aleshores, la dona s'asseu sobre el penis de l'home assegut i tenen relacions sexuals.

## Anàlisi
Williams va batejar Verge com "primitivisme amb una venjança". Segons ella, la pel·lícula exemplifica el que descriu com "profunditats primitives d'un espectacle corporal cru". Ella assenyala que el Kinsey Institute for Research in Sex, Gender, and Reproduction ha etiquetat la pel·lícula com a "popurrí". Williams classifica Verge en un grup de stags caracteritzats per la manca de narrativa. En aquest grup de stags, segons ella, les escenes d'actes sexuals diferents s'organitzen en un sol bobina de pel·lícula. Sense una narració i un personatge principal,  Virgin es compon de primers plans dels genitals.